# الطيب بلعيز
الطيب بلعيز (21 أغسطس 1948 مغنية - 13 مايو 2023 وهران) هو سياسي جزائري. ترأس المجلس الدستوري لفترتين متقطعتين الأولى مارس 2012 إلى سبتمبر 2013 والثانية من فيفري 2019 إلى 16 أبريل 2019، توفي في 13 ماي 2023.

## السيرة
ولد الطيب بلعيز في مدينة مغنية في ولاية تلمسان غرب الجزائر. درس في المدينة ودخل جامعة وهران حيث حصل على شهادة في القانون. بعد التخرج، شغل مناصب في السلك الخارجي لوزارة الداخلية. ثم ترك الخدمة ليصبح قاضيا، وهو المنصب الذي شغله لأكثر من خمسة وعشرين عاما. كان رئيس محكمة وهران، ورئيس محكمة سيدي بلعباس، وأخيراً مستشارًا للمحكمة العليا.
في عام 1999 أصبح عضوا في اللجنة الوطنية لإصلاح العدالة، التي أنشأها الرئيس بوتفليقة، جمعت اللجنة خبراء وكبار المديرين التنفيذيين من الدولة والقضاة والأكاديميين. في عام 2002، تم تعيينه وزير التشغيل والتضامن الوطني. في عام 2003، أصبح وزير العدل.
تم تعيينه وزيراً للدولة ووزير الداخلية والجماعات المحلية بعد تعديل وزاري في 11 سبتمبر 2013، ليحل مكان دحو ولد قابلية.